# Wilhelm Fischer (Schriftsteller, 1846)

Wilhelm Fischer in Graz

Wilhelm Fischer genannt Fischer in Graz (* 18. April 1846 in Csakathurn; † 30. Mai 1932 in Graz) war ein österreichischer Schriftsteller. Er war jüdischen Glaubens und konvertierte 1922 zum katholischen Glauben.

## Leben
Wilhelm Fischer wurde in Csakathurn, dem heutigen Čakovec in Kroatien, als Sohn des jüdischen Kaufmanns Karl Fischer und seine Ehefrau Johanna Fischer geborene Heinrich († 1886) geboren. Er absolvierte die Gymnasien in Warasdin und Stuhlweißenburg und studierte ab 1865 Jus, Medizin und Naturwissenschaften später Geschichte, Philosophie und Philologie an der Universität Graz, wo er 1870 zum Dr. phil. promovierte. Während seines Studiums wurde er 1865 Mitglied der Grazer akademischen Burschenschaft Stiria. Nach seinem Studium war er Beamter in der Steiermärkischen Landesbibliothek, die er ab 1901 als Direktor leitete. Im Jahre 1919 wurde Fischer in den Ruhestand versetzt. Zudem war Fischer Obmann des Steirischen Schriftstellerbundes.
Wilhelm Fischer verstarb am 30. Mai 1932 im Alter von 86 Jahren in Graz. Er wurde auf dem St.-Leonhard-Friedhof zur letzten Ruhe bestattet.

## Wirken

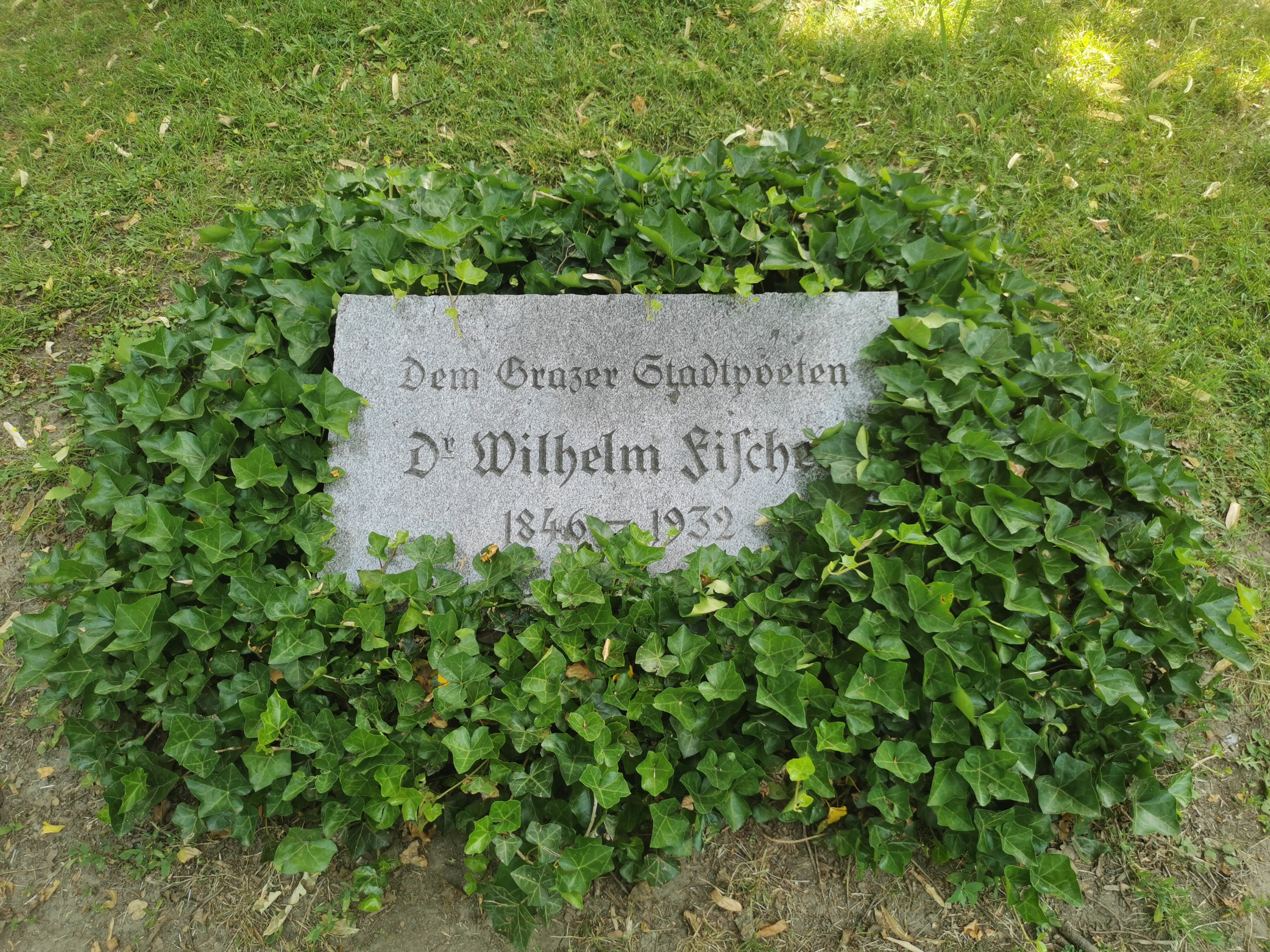
Gedenktafel für den „Stadtpoeten“ im Grazer Stadtpark

Wilhelm Fischer schrieb Erzählungen, Romane, Dramen und Gedichte. Sein literarisches Werk ist reich an Reflexion, dabei stark gefühlsbetont, wurzelt im historischen Realismus, wendet sich aber gerne ins Märchenhafte und Symbolische. Er gilt als Erzähler mit tiefer Einfühlung in Mensch und Landschaft Steiermarks und wurde der „Grazer Stadtpoet“.

## Ehrung
In Graz ist die Wilhelm-Fischer-Allee nach ihm benannt – die Fortsetzung der Elisabethstraße durch den Stadtpark bis zum Künstlerhaus.

## Werke
- Atlantis, ein Epos in neun Gesängen, Leipzig 1880
- Sommernachtserzählungen, Leipzig 1882
- Anakreon, Leipzig 1883
- Lieder und Romanzen, Leipzig 1884
- Unter altem Himmel, Leipzig 1891
- Der Mediceer und andere Novellen, Leipzig 1894
- Grazer Novellen, zwei Bände, Leipzig 1898
- Das Licht im Elendhause, Wiesbaden 1903
- Die Freude am Licht, zwei Bände, München 1902
- Poetenphilosophie, München [u. a.] 1904
- Hans Heinzlin, München [u. a.] 1905
- Königin Hekabe, München [u. a.] 1905
- Lebensmorgen, München 1906. – Vierte Auflage, München/Leipzig 1912, Volltext online
- Sonne und Wolke, München [u. a.] 1907
- Von der Einfühlung, München 1907
- Der Greifenprinz. Die himmelblaue Stadt, Wiesbaden 1908
- Sonnenopfer, München [u. a.] 1908
- Der Kaiser von Byzanz, München [u. a.] 1909
- Friedrich Nietzsches Bild, München 1910
- Murwellen, München 1910
- Frauendienst, Wien 1911
- Das Haus der Wichtel und andere Erzählungen, Leipzig 1911.
- Das Regenbogenschüsselchen und andere Märchen, Reutlingen 1911
- Schicksalsweg, Berlin 1911
- Die Steiermärkische Landesbibliothek, Graz 1911
- Der Traum vom Golde, München [u. a.] 1911
- Aus der Tiefe, München [u. a.] 1912
- Das Licht im Elendhause. Die silberne Nacht, Wien [u. a.] 1912
- Alltagszauber, München [u. a.] 1913
- Mutter Venedig, Wien [u. a.] 1913
- Die Fahrt der Liebesgöttin, München [u. a.] 1914
- Kriegsbuch, München 1915
- Wagemut, Gotha 1917
- Der König im Bade, Berlin [u. a.] 1920
- Das Geheimnis des Weltalls, Stuttgart 1921
- Tragik des Glücks, Stuttgart [u. a.] 1922
- Das alte Stadttor und andere Erzählungen. Bilder von Karl Felkel. Verlag Jugend & Volk 1924.
- Das Burgkleinod, Heilbronn 1924
- Der Stern der Liebe, München 1924
- Das Licht im Schatten, München 1925
- Erzählungen aus Kindertagen, München 1926
- Beethoven als Mensch, Regensburg 1928
- Meisternovellen, Graz 1948